# Гуров, Сергей Сергеевич
Серге́й Серге́евич Гу́ров (род. 27 июня 1940) — российский дипломат. Чрезвычайный и полномочный посланник 2 класса (18 января 1995).
Окончил Московский государственный институт международных отношений (МГИМО) МИД СССР (1969). До 1996 года был заместителем директора Департамента Северной Америки МИД России. С 23 августа 1996 по 5 августа 2000 года — чрезвычайный и полномочный посол Российской Федерации в Панаме.
Женат, имеет двоих детей.